# Страхиња Милић
Страхиња Милић (Приштина, 22. децембар 1990) је српски рукометни голман.

## Каријера
Милић је рођен у Приштини одакле је 1999. године дошао у Београд. Рукометом је почео да се бави у Партизану а крајем 2007. године је прешао у дански клуб Бјерингбро-Силкеборг. У лето 2009. године се вратио у Партизан, и ту се задржао до фебруара 2012. када прелази у Вардар. Током боравка у Вардару Милић је имао доста проблема са килажом. Прво га је тадашњи тренер Раул Гонзалес суспендовао пред почетак сезоне 2014/15, али је Милић након тога смршао двадесетак килограма па је враћен у тим. У лето 2018. године Вардар је одлучио да раскине сарадњу са Милићем јер није успео да испуни захтев стручног штаба да пре почетка сезоне смрша. Милић је у екипи Вардара провео шест и по сезона и поред многобројних трофеја у домаћим такмичењима освојио је и титулу првака Европе у сезони 2016/17. Након две године без клупског ангажмана, Милић је од сезоне 2020/21. заиграо за Партизан.
Милић је за сениорску репрезентацију Србије дебитовао 2007. године када је имао 16 година и три месеца па је тако ушао у историју као најмлађи голман у историји репрезентације свих времена. Наредних година је повремено добијао шансу у националном тиму. Играо је на Европском првенству 2014. у Данској. У јесен 2014. године тадашњи селектор Дејан Перић је избацио Милића из репрезентације због пијанства.

## Трофеји

### Партизан
- Првенство Србије (1) : 2010/11.
- Суперкуп Србије (1) : 2011.

### Вардар
- Лига шампиона (1) : 2016/17.
- СЕХА лига (2) : 2013/14, 2016/17.
- Првенство Македоније (5) : 2012/13, 2014/15, 2015/16, 2016/17, 2017/18.
- Суперкуп Македоније (5) : 2013/14, 2014/15, 2015/16, 2016/17, 2017/18.